# Tetragoneura parapollux
Tetragoneura parapollux är en tvåvingeart som beskrevs av Duret 1991. Tetragoneura parapollux ingår i släktet Tetragoneura och familjen svampmyggor. Inga underarter finns listade i Catalogue of Life.